# Punatitan
Punatitan („titán z oblasti Puna (vysokohorská andská atmosférická oblast s řidším kyslíkem)“) byl rod titanosaurního sauropodního dinosaura z kladu Rinconsauria (a tribu Aeolosaurini), žijícího v období svrchní křídy (asi před 70 miliony let) na území Argentiny (provincie La Rioja, lokalita Quebrada de Santo Domingo). 

## Objev a popis
Fosilie tohoto zástupce skupiny Lognkosauria byly objeveny v Patagonii v sedimentech souvrství Ciénaga del Río Huaco a vědecky popsány roku 2020 jako typový druh Punatitan coughlini. Druhové jméno je poctou Timu Coughlinovi, který poprvé ohlásil objev fosilií z lokality objevu.
Blízce příbuzný tomuto druhu byl například rod Arrudatitan a dále Rinconsaurus i další rinkonsauři. Objev ukázal, že rinkonsauři byli koncem křídy mnohem rozšířenějšími sauropody, než se doposud předpokládalo. Ve stejné studii s punasaurem byl popsán ještě podstatně menší sauropod, který dostal vědecké jméno Bravasaurus arrierosorum. Punatitan byl středně velkým sauropodem, dlouhým kolem 14 metrů.